# Emily Lakdawalla
Emily Stewart Lakdawalla (New York, 8 febbraio 1975) è una giornalista, geologa e scrittrice scientifica statunitense, membro della Planetary Society. Specializzata nella geologia e nella geografia di Marte, svolge azioni di divulgazione scientifica attraverso vari media, riunendo il pubblico e i professionisti dello spazio. Conduce programmi su National Public Radio, BBC e BBC News sulla scienza planetaria e l'esplorazione spaziale. Gestisce un blog sul sito web della Planetary Society che fornisce approfondimenti dettagliati sulle missioni di esplorazione del sistema solare e sui risultati ottenuti.
L'asteroide (274860) Emilylakdawalla, scoperto dagli astronomi tedeschi Matthias Busch e Rainer Kresken presso la Stazione Ottica di Terra dell'ESA nel 2009, è stato chiamato così in suo onore.

## Biografia
Emily Lakdawalla ha conseguito una laurea in geologia presso l'Amherst College e un master in geologia planetaria presso la Brown University.
Dopo la laurea, Lakdawalla ha trascorso due anni insegnando scienze in una scuola di Lake Forest, Illinois. Nel 1997, seguendo l'esempio di un progetto di simulazione spaziale utilizzando le immagini inviate dalla sonda Galileo delle due lune di Giove, Io ed Europa, ha deciso di intraprendere una ricerca indipendente sulla geologia strutturale.

## Carriera

### Planetary Society
Lakdawalla è entrata a far parte della Planetary Society nel 2001 come vicedirettore del progetto Red Rover Goes to Mars, un programma educativo sull'esplorazione marziana creato da Lego. Nel 2002 e nel 2005, a sostegno delle esercitazioni di addestramento per il rover marziano, ha condotto un concorso internazionale per selezionare gli studenti delle scuole superiori per il centro di Pasadena in California..
Lakdawalla è la redattrice dell'edizione online di The Planetary Society per le loro operazioni sull'isola di Devon, in Canada, per testare un drone per Marte in Canada in condizioni vicine a quelle marziane. Ha anche partecipato al lancio di Cosmos 1.

### Ricerca
Ad Amherst, Emily Lakdawalla studia le deformazioni metasedimentarie delle rocce nel nord-est dello Stato di Washington. Allo stesso tempo, alla Brown, analizza le immagini radar inviate dalla sonda Magellano e i dati topografici della regione di Baltis Vallis su Venere al fine di modellarne la storia geologica.
Emily Lakdawalla pubblica la sua ricerca sulla topografia di un potenziale stratovulcano su Marte misurata dall'altimetro laser Mars Global Surveyor1. Fa parte di un team internazionale sui dati trasmessi dai rover marziani e valuta il sito di Devon Island come sito di prova per i droni sviluppati per Marte. Il lavoro di Emily Lakdawalla con Pamela L. Gay e altri sull'immersione del pubblico in contenuti educativi e interattivi che trattano di astronomia è stato citato molte volte.
Emily Lakdawalla è anche coinvolta come sostenitrice di progetti di ricerca scientifica sui cittadini, in particolare progetti di esplorazione spaziale come CosmoQuest e Zooniverse. Scrive anche articoli per Sky & Telescope. Si occupa di temi come Marte, la Luna, i pianeti extrasolari, le astronavi e gli oggetti della fascia di Kuiper.
Dal 2013, Lakdawalla è titolare della rubrica  "In the Press" della rivista mensile Nature Geoscience. Dopo l'insediamento di Bill Nye come direttore esecutivo della Planetary Society, Lakdawalla è apparsa in televisione, in webcast, su Google+ Hangouts e su Snapshots from Space, visibile dal canale YouTube della Planetary Society.
In un'intervista con Brad Allen, Lakdawalla ha discusso il percorso che l'ha portata a una carriera nella comunicazione scientifica, e ad occuparsi dello stato dell'esplorazione spaziale umana e delle missioni di esplorazione spaziale, come il Mars Science Laboratory.
In un'intervista del dicembre 2013 con Universe Today, Lakdawalla ha discusso i luoghi candidati per la vita nel Sistema Solare in base all'attività geologica e alla presenza di acqua. Oltre a alla luna Europa, Lakdawalla ha citato anche Encelado  (una luna di Saturno), a causa dei suoi geyser salati attivi:

## Premi
- 2011 - Jonathan Eberhart Planetary Sciences Journalism Award dalla Division for Planetary Sciences dell'American Astronomical Society[17][18][19][20]  per il suo reportage sull'anello di Febe di Saturno.[21]

## Vita privata
Lakdawalla vive a Los Angeles con il marito Darius Lakdawalla e due figlie.